# مطار ملفي
مطار ملفي (إياتا: MEF) هو مطار للاستخدام العام يقع بالقرب من ملفي، في إقليم قيرا، في تشاد.

## روابط خارجية
- سجل مطار ملفي نسخة محفوظة 3 مارس 2016 على موقع واي باك مشين. في Landings.com